# Котелериус
Котелериус (фр. Jean-Baptiste Cotelier, лат. Cotelerius; 1627, Ним — 12 августа 1686) — французский эллинист.
Был профессором греческой словесности в Collège de France.
Известен изданиями сочинений отцов церкви:
- «Joh. Chrysostomi IV homiliae in psalmos et interpretatio Danielis» (П., 1661);
- «Patres aevi apostolici» (1672);
- «Ecclesiae graecae monumenta» (1677—1686); том 1; том 2 том 3; том 4
- «Analecta graeca» (1668).